# Athyrium tejeroi
Athyrium tejeroi är en majbräkenväxtart som beskrevs av John T. Mickel och Tejero. Athyrium tejeroi ingår i släktet Athyrium och familjen Athyriaceae. Inga underarter finns listade.